# Krinítsa
Krinítsa är en ort i Grekland.   Den ligger i prefekturen Trikala och regionen Thessalien, i den centrala delen av landet, 240 km nordväst om huvudstaden Aten. Krinítsa ligger 107 meter över havet och antalet invånare är 443.
Terrängen runt Krinítsa är platt åt sydväst, men åt nordost är den kuperad. Runt Krinítsa är det ganska tätbefolkat, med 60 invånare per kvadratkilometer. Närmaste större samhälle är Trikala, 4,5 km sydväst om Krinítsa. Trakten runt Krinítsa består till största delen av jordbruksmark.